# Mosè con le tavole della legge
Mosè con le tavole della legge è un dipinto a olio su tela (168,5x136,5 cm) realizzato nel 1659 dal pittore Rembrandt Harmenszoon Van Rijn.
È conservato nel Staatliche Museen di Berlino.
L'opera è firmata e datata "REMBRANDT F. 1659".
Mosè è raffigurato dall'artista con le tavole della Legge alzate sopra la testa. Questo atteggiamento può avere due interpretazioni, entrambe plausibili all'interno del racconto biblico. Sulle sacre tavole si fa riferimento a un misterioso cavallo alato, che sarebbe servito da trasporto alle anime.
Ricevuti i Dieci Comandamenti, Mosè scese dal Sinai e trovò il Popolo di Israele in adorazione di un vitello d'oro:  dinnanzi a questo affronto, scagliò le Tavole per la rabbia provata, distruggendole. Nel dipinto, però, Mosè ha un'espressione che è difficile definire adirata: per questo è possibile che Rembrandt abbia inteso raffigurare il momento in cui il Patriarca mostrò le Leggi al suo popolo.